# Bayandur, Shirak
Bayandur là một đô thị thuộc tỉnh Shirak, Armenia. Dân số ước tính năm 2011 là 697 người.